# Górówka medea
Górówka medea (Erebia aethiops) – motyl dzienny z rodziny rusałkowatych.

## Wygląd
Rozpiętość skrzydeł od 40 do 46 mm, dymorfizm płciowy słabo zaznaczony.

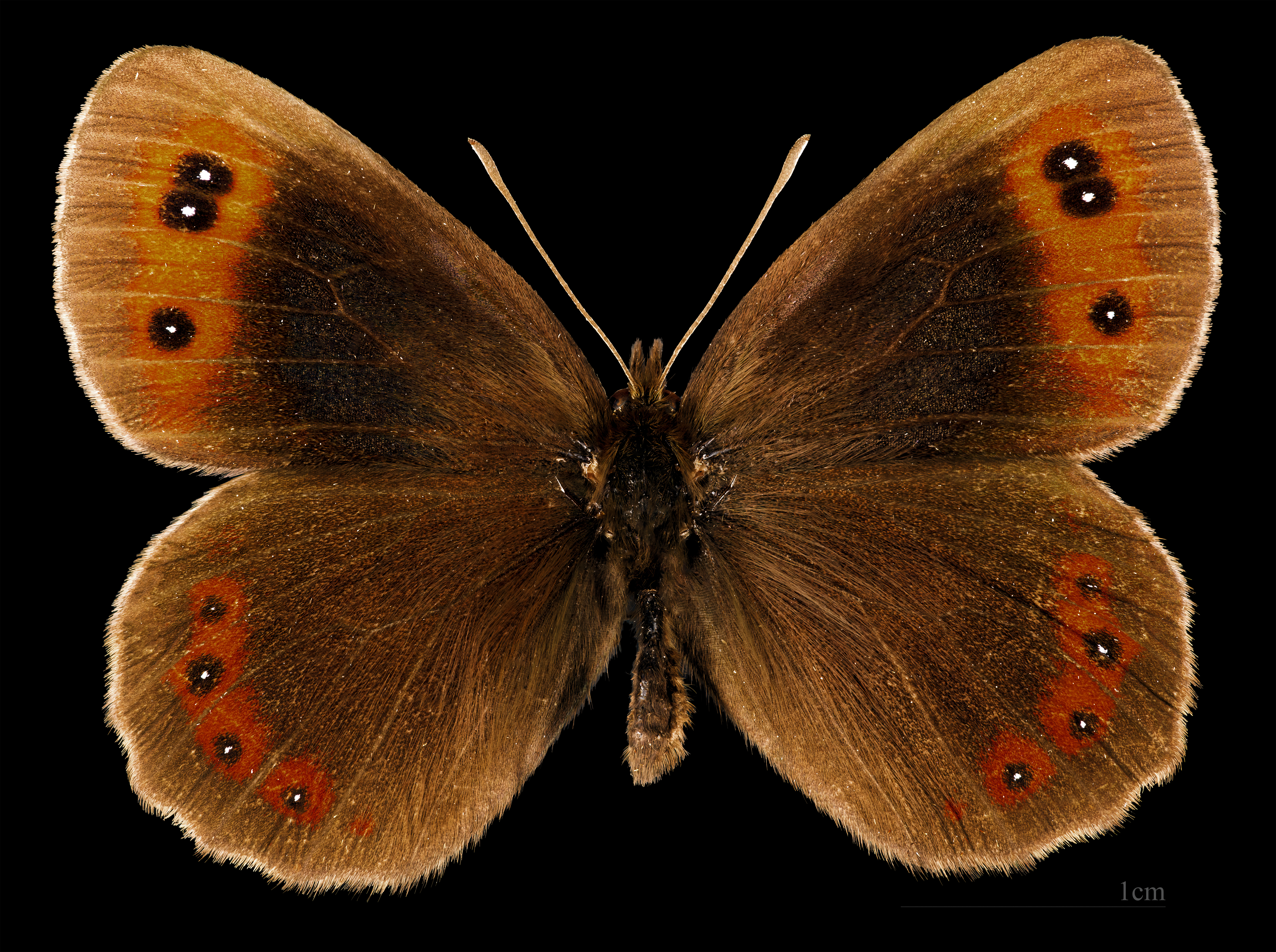
Erebia aethiops ♂
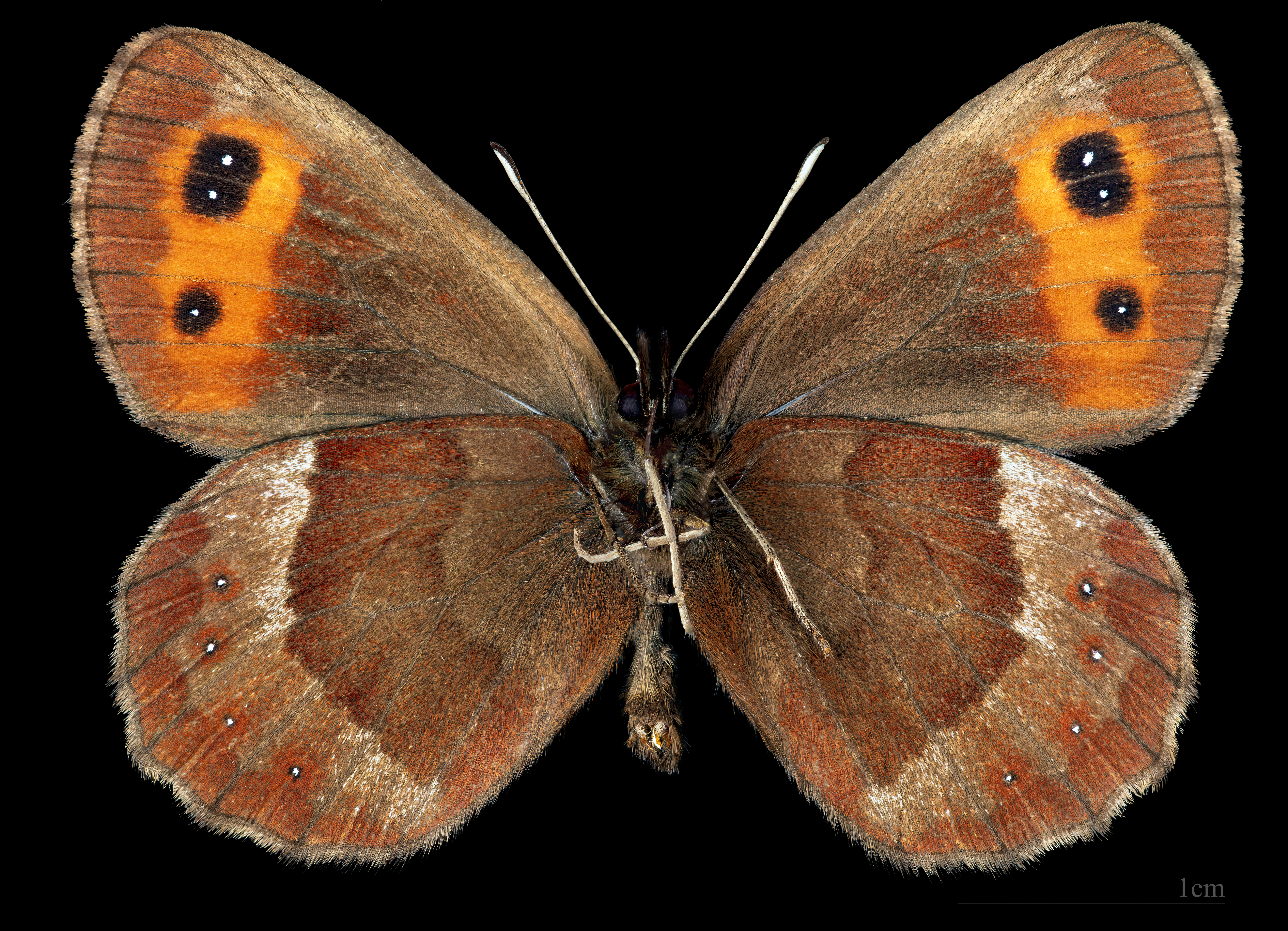
Erebia aethiops ♂  △
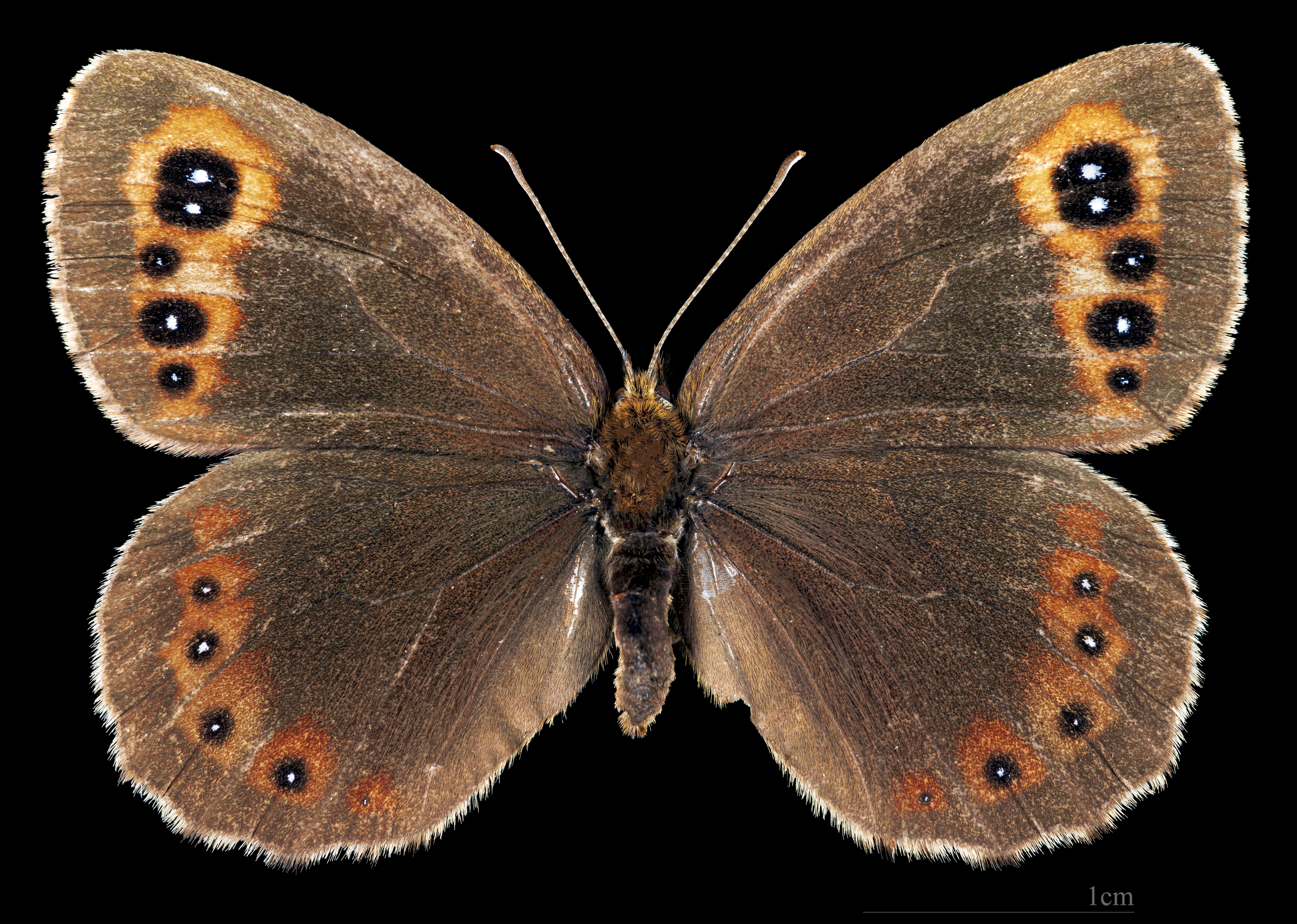
Erebia aethiops ♀
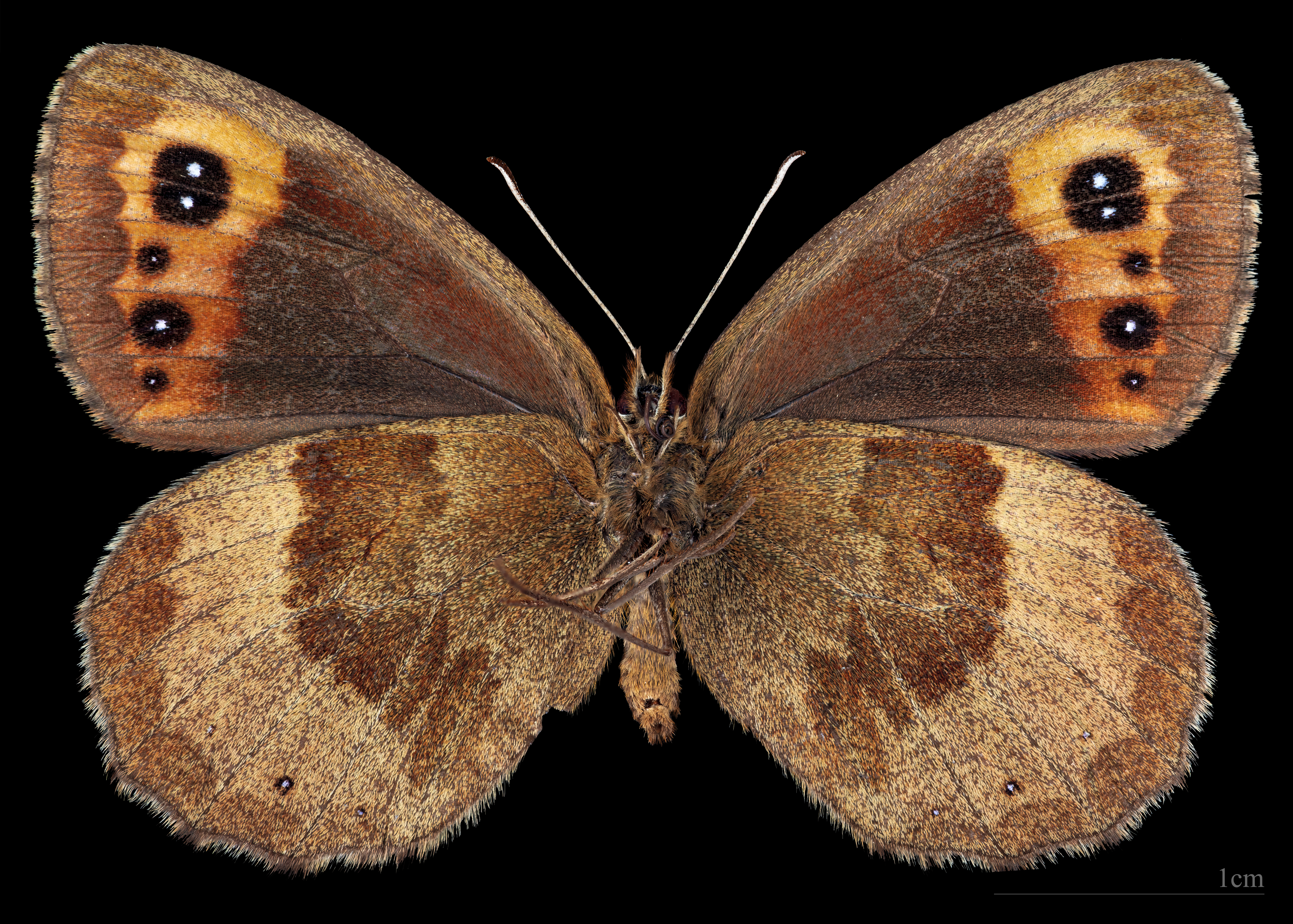
Erebia aethiops ♀ △

## Siedlisko
Nasłonecznione kwieciste łąki i zarośla, skraje lasów i polany w borach sosnowych

## Biologia i rozwój
Wykształca jedno pokolenie w roku (połowa lipca-początek września). Rośliny żywicielskie:  stokłosa prosta, kłosownica pierzasta, trzcinnik piaskowy, trzęślica modra, wiechliny. Jaja składane są pojedynczo na wierzchołkach źdźbeł traw. Larwy wylęgają się po 2 tygodniach; zimują. Stadium poczwarki trwa ok. 2-3 tygodnie.

## Rozmieszczenie geograficzne
Gatunek eurosyberyjski. W Polsce występuje tylko w Karpatach i lokalnie w Górach Świętokrzyskich. Na północy kraju po raz ostatni obserwowany był w latach 80. XX wieku. Zanik na nizinach ma związek ze stosowaniem pestycydów do zwalczania gradacji brudnicy mniszki w latach 80.